# Eupithecia tuvinica
Eupithecia tuvinica là một loài bướm đêm trong họ Geometridae.